# TOKYO HEADLINE
TOKYO HEADLINE（トウキョウヘッドライン）は、株式会社ヘッドラインが発行する無料のタブロイド新聞（フリーペーパー）である。紙面では、ニュース・スポーツ・音楽・ライブ・東京カルチャー・芸術・舞台などエンタメを中心とした様々な情報を掲載している。 2022年4月現在の配布ラックは東京タワーのみとなっている。かつての配布エリアは都内23区中心で主要駅構内（都営地下鉄、ゆりかもめ、りんかい線やヘアサロン、カフェ、CDショップ・レンタル店（HMV/TSUTAYA等）、飲食店など1400カ所に専用ラックを設置していた。 2002年に「HEADLINE TODAY」の名で創刊した当時は日刊だったが、同年11月に現題に改題し週刊発行となり、2013年5月から隔週発行、2017年9月から月刊（第2月曜日発行）、2022年1月から季刊に移行している。短期間での週刊化にあたっては実績がなく広告主からの出稿が見込めなかったこと、既存の駅売店への影響を恐れた多くの鉄道事業者から配布ラックの設置を断られたこと、記事配信は有料紙を優先し配信を断られたことといった事情が挙げられる。 

## 概要
東京発信のエンターテイメントフリーペーパー。表紙にはAKB48やEXILEなどの芸能人を起用している。
ニュースからスポーツ、映画や音楽などのエンタメ情報など多彩なコンテンツを持つ。
ニュースについては、「TOKYO[5weeks]TOPICS」というコーナーで二週間前から三週間後のニュースをダイジェストでまとめている。また「NEWS HEADLINE」で目で見るニュースや気になるキーワードの解説、話題を集めた発言など、日常で使えるニュースを掲載。エンタメでは、著名人のインタビュー記事や芸能人のコラムを掲載している。
TOKYO FMで放送中のJAPAN MOVE UPに番組一社提供をしておりその旨もコラムになっている。

### 過去の表紙例（著名人）
- 大谷ノブ彦 - Vol.663　2016年03月28日
- 舛添要一　Vol.635　2015年01月26日
- 三遊亭兼好　Vol.633　2014年12月21日
- 有村架純　Vol.631　2014年11月23日
- テイラー・スウィフト　Vol.631　2014年11月23日
- 新垣結衣　Vol.629　2014年10月27日
- 岩田剛典　Vol.628　2014年10月12日
- 伊勢谷友介　Vol.623　2014年08月03日
- スザンヌ　Vol.623　2014年08月03日
- 石田純一　Vol.618　2014年05月25日
- 多部未華子　Vol.613　2014年03月16日
- EXILE ATSUSHI　Vol.602　2013年10月13日
- 桐谷美玲　Vol.601　2013年09月30日
- 谷原章介　Vol.570　2012年10月29日

### 現在のコラムニスト
- DJダイノジ - あなたの好き、肯定します！
- 黒谷友香 - 友香の素
- 小池百合子 - 小池百合子のMOTTAINAI
- 鈴木寛 - 鈴木寛の「2020年への篤行録」
- 長島昭久 - 長島昭久のリアリズム